# The 100 (boek)
The 100: A Ranking of the Most Influential Persons in History, ook bekend onder de verkorte naam The 100, is een boek uit 1978, geschreven door Michael H. Hart. In dit boek beschrijft hij de honderd invloedrijkste personen uit de historie van de mensheid. In 1992 werd het boek opnieuw uitgegeven, met kleine veranderingen in de lijst (bijvoorbeeld de introductie van Michail Gorbatsjov). Er staat één Nederlander op de lijst, Antoni van Leeuwenhoek op plaats 36.
Sinds de uitgave van het boek is het al controversieel geweest. Critici hadden voornamelijk kritiek op de keus van de nummer één: Mohammed kreeg de eerste plaats toebedeeld, terwijl Jezus van Nazareth slechts een derde plaats had veroverd.

## Top tien
Op de lijst van 1992 staan de volgende personen op plaats één tot tien:
| Nr. | Naam                 |
| --- | -------------------- |
| 1   | Mohammed             |
| 2   | Isaac Newton         |
| 3   | Jezus van Nazareth   |
| 4   | Gautama Boeddha      |
| 5   | Confucius            |
| 6   | Paulus               |
| 7   | Cai Lun              |
| 8   | Johannes Gutenberg   |
| 9   | Christoffel Columbus |
| 10  | Albert Einstein      |